# 永福桥 (兰溪)
永福桥，位于中华人民共和国浙江省金华市兰溪市游埠镇大街里28号，是浙江省省级文物保护单位之一。
永福桥建于清初，为单孔石拱桥，长36.9米，宽5.26米，红石垒砌。
2005年11月3日，包括永福桥的游埠古桥公布为第五批兰溪市文物保护单位，编号5-40。2017年1月19日，以“游埠古桥群”之名被列入第七批浙江省文物保护单位，该文物保护单位分类属于古建筑类，编号7-145。